# Рушниці, які стріляють
Рушниці, які стріляють (англ. Shotguns That Kick) — американська короткометражна кінокомедія Роско Арбакла 1914 року.

## У ролях
- Роско ’Товстун’ Арбакл — Фатті